# James Carville

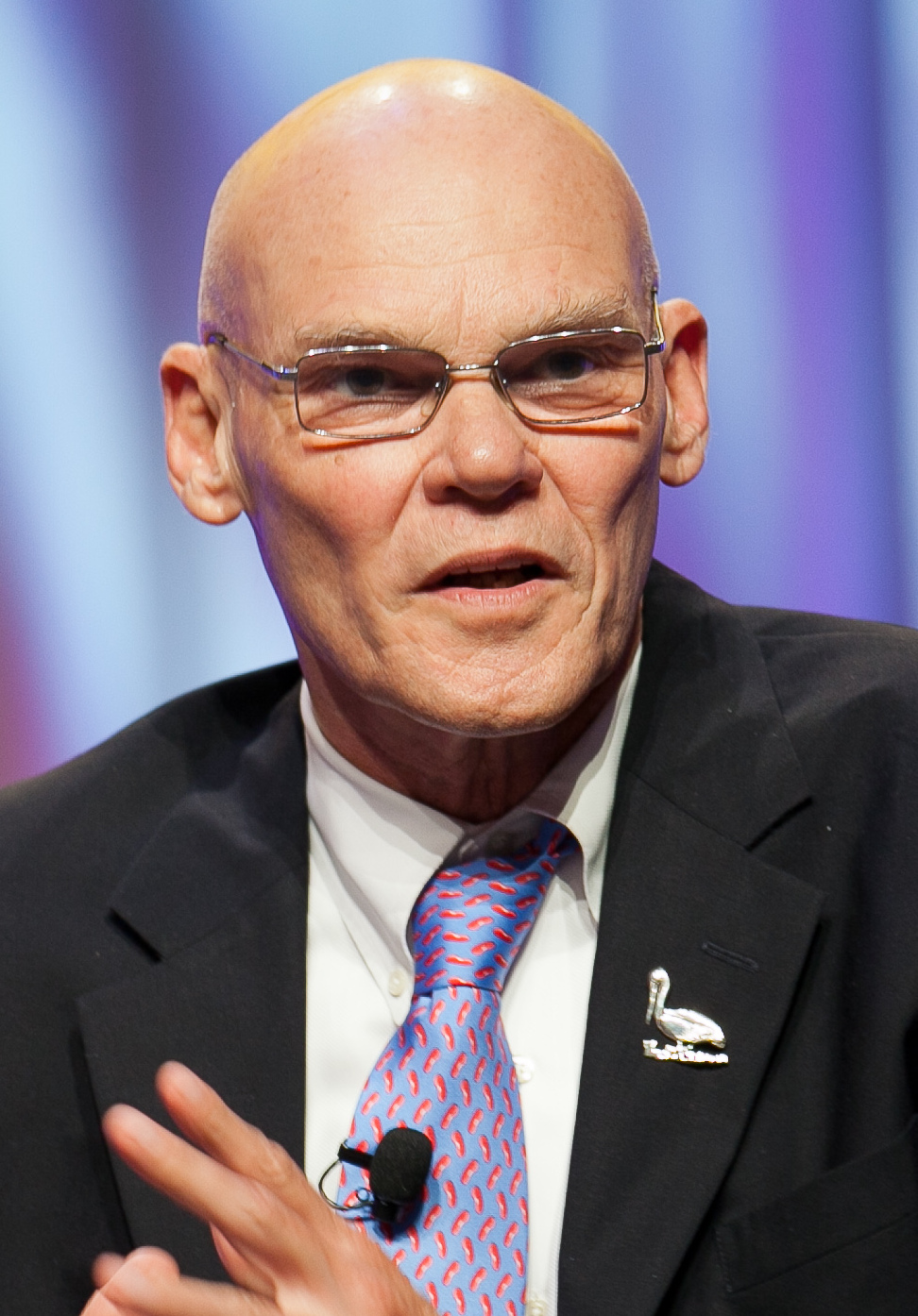
James Carville (2011)

Chester James Carville Jr. (* 25. Oktober 1944 in Fort Benning, Georgia) ist ein amerikanischer Berater, Kommentator und Kritiker in der Politik.

## Leben
James Carville wurde als ältestes von acht Kindern geboren und wuchs in der Ortschaft Carville (Iberville Parish) in Louisiana auf, die nach seinem Großvater benannt worden war. Als Angehöriger der Volksgruppe der Cajun ist er französischer Abstammung. Sein Vater, ein ehemaliger Major der US Army, arbeitete als Postbeamter, seine Mutter verkaufte als Handelsreisende Lexika in ihrer Heimatregion.
Carville studierte Jura an der Louisiana State University. Bevor er in die Politik ging, arbeitete er zwischen 1973 und 1979 als Anwalt in einer Kanzlei in Baton Rouge. Carville diente zwei Jahre im United States Marine Corps und erlangte den Rang eines Corporals und hatte als Lehrer an einer High School unterrichtet. Auch unter dem Namen Ragin' Cajun bekannt, wird Carville als wirkungsvoller Funktionär der Demokratischen Partei betrachtet. Bevor er für die Clinton-Kampagne tätig wurde, errang Carville zusammen mit Paul Begala herausragende politische Erfolge, einschließlich des Senatssieges von Harris Wofford und den Siegen von Zell Miller und Robert P. Casey. Im Jahre 1992 erlangte er durch seine Arbeit als Stratege in der erfolgreichen Präsidentschaftskampagne von Bill Clinton landesweite Anerkennung (David Wilhelm war der Manager der Kampagne). 
Bill Clinton hatte es geschafft, einen Sieg in der Präsidentschaftswahl gegen George Bush sen. zu erringen.

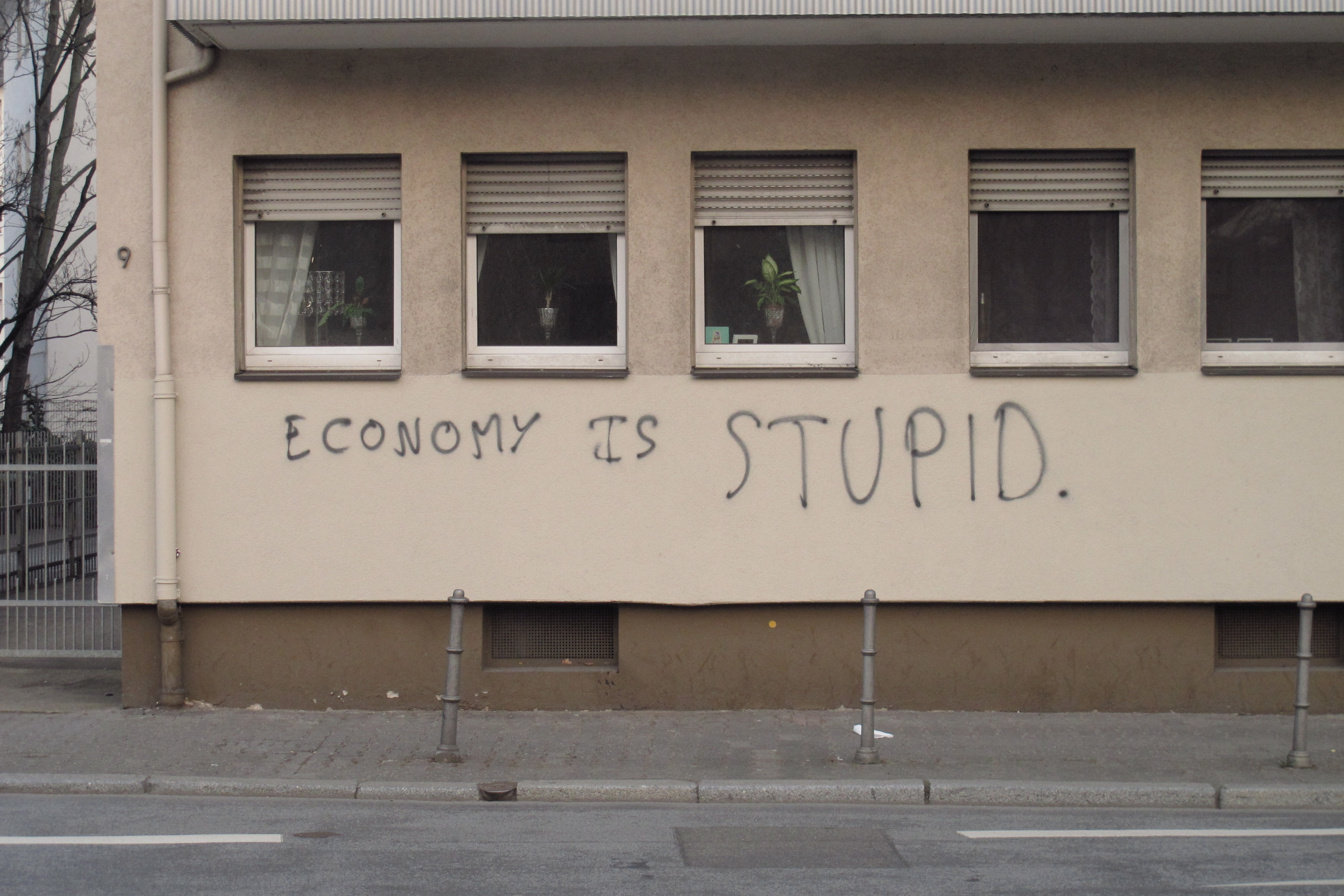
Persiflage auf den Spruch The economy, stupid

1993 wurde Carville von der amerikanischen Gesellschaft für politische Berater zum Kampagnen-Manager des Jahres ernannt. Ausschlaggebend war seine Arbeit an Clintons „War Room“ in Clintons Hauptquartier in Little Rock, die in dem Dokumentarfilm „The War Room“ dokumentiert wurde. Der Dokumentarfilm wurde für einen Academy Award nominiert. Die  Formulierung The economy, stupid, die er in dieser Kampagne benutzt hatte, ging in den allgemeinen Sprachgebrauch ein. Sie stammte von einer Liste, die er im Wahlkampfbüro aufgehängt hatte und die ihm und seinen Mitarbeitern helfen sollte. Auf der Liste standen folgende drei Punkte:
1. Veränderung kontra Weitermachen. (Change vs. more of the same)
2. Die Wirtschaft, Dummkopf. (The economy, stupid)
3. Vergiss nicht die Gesundheitsvorsorge. (Don't forget health care)

Während der Regierungszeit Clintons war er ein medienwirksamer Kommentator. Seitdem hatte Carville aufgehört für landesweite Kampagnen zu arbeiten, da er befürchtete für unerwünschte Öffentlichkeit zu sorgen. Stattdessen wurde er im Ausland tätig, unter anderem für den britischen Premierminister Tony Blair, für Ehud Barak von der israelischen Arbeitspartei und für die Liberale Partei in Kanada.
Carville war auch einer der Moderatoren der CNN-Sendung Crossfire, die im Juni 2005 eingestellt wurde.
Carville hat einen starken Südstaatenakzent, der ihn, zusammen mit seiner schnellen und feurigen Rhetorik, zu einem charismatischen Manager für Kampagnen politischer Underdog-Kandidaten machte. 
Carville wurde wieder in den Vereinigten Staaten tätig, als er für die Präsidentschaftskampagne 2004 von John Kerry arbeitete, der allerdings scheiterte.

### Bestsellerautor
Carville ist auch Bestsellerautor und Mitautor. Mit seiner Frau, der Republikanerin Mary Matalin, schrieb Carville All's Fair: Love, War and Running for President. Später verfasste er We’re Right, They’re Wrong: A Handbook for Spirited Progressives und The Horse He Rode In On: The People vs. Kenneth Starr und Stickin. Suck Up, Buck Up... and Come Back When You Foul Up,  ein Buch, welches Carville mit Paul Begala zusammen verfasste. Es beinhaltet detaillierte Strategien, um in der Geschäftswelt, Politik und im Leben zu kämpfen und zu gewinnen. Im Jahre 2004 kam Carvilles neuestes politisches Buch mit dem Titel Had Enough? heraus. Er nimmt gerne seine Lieblingszitate in seine Bücher auf, die in seinem Zusammenhang aber nicht immer Sinn ergeben.

### Schauspielerkarriere
Im Film Old School hat Carville einen humorvollen Gastauftritt, indem er sich selbst spielt, als Ringer bei einem Treffen eines Debatten-Clubs auf College-Ebene. Will Ferrell gibt dann eine komplexe Antwort zur US-Biotechnologie-Politik. Als Carville etwas erwidern soll, sagt er nur: „… Wir … (stottert) haben keine Antworten. Das war perfekt …“
Er tritt auch als Bezirksstaatsanwalt auf, der die Titelfigur im Film „Larry Flynt – Die nackte Wahrheit“ strafrechtlich verfolgt, sowie als Gouverneur Thomas Theodore Crittenden im Western „Die Ermordung des Jesse James durch den Feigling Robert Ford“.
Des Weiteren hatte er einen Cameo-Auftritt in der amerikanischen Zeichentrickserie Family Guy, als ein Berater im Wahlkampf des Protagonisten Peter Griffin um die Präsidentschaft im Elternbeirat. In dem Auftritt wird weniger auf seine politisch-strategische Raffinesse eingegangen, als vielmehr auf seine Gesichtszüge (Zitat: „I can handle ugly, but this is like circus-ugly!“ Deutsch: „Ich kann ja mit hässlichen Leuten umgehen, aber dieser Kerl ist zirkusreif!“).
Einen weiteren Kurzauftritt hatte er in der 2. Staffel der amerikanischen Erfolgsserie 30 Rock in der Folge „Lügen und Geheimnisse“

## Zitate
- „Republicans now have their own network on Fox, so guys who don't like to answer questions, like Trent Lott, have a place to go to hit softballs.“ – („Die Republikaner haben mit Fox jetzt ihren eigenen Fernsehsender. Dadurch haben Leute, die nicht gerne Fragen beantworten, wie zum Beispiel Trent Lott, einen Ort, wo es ihnen ganz leicht gemacht wird.“)
- „But one of Clinton's problems was, the interest groups don't care about the working poor. The Republicans don't care about the working poor – they don't know any. The Op-Ed writers don't care about the working poor. The editorial writers don't care about the working poor. The talking heads don't care about the working poor.“ – („Eines von Clintons Problemen war, dass die Lobbygruppen sich nicht um die kleinen Arbeiter kümmern. Die Republikaner kümmern sich nicht um die kleinen Arbeiter – sie kennen keine. Die Leitartikler machen sich nichts aus den kleinen Arbeitern. Die Kolumnisten machen sich nichts aus den kleinen Arbeitern. Die Kommentatoren im Fernsehen machen sich nichts aus den kleinen Arbeitern.“)
- „When your opponent is drowning, throw the son of a bitch an anvil.“ – („Wenn dein Gegner ertrinkt, dann wirf diesem Dreckskerl einen Amboss zu.“)
- „Drag a hundred-dollar bill through a trailer park, you never know what you'll find.“ –  („Schleife einen 100-Dollar-Schein durch eine Wohnwagensiedlung, du weißt nie, was du finden wirst.“ – bezogen auf Paula Jones und ihre Anklage, Präsident Clinton habe sie sexuell belästigt.)

## Weiteres
Die Phrase The economy, stupid (oder auch It's the economy, stupid) ist in den amerikanischen Sprachgebrauch und die amerikanische Politische Kultur eingegangen, was auch etliche Abwandlungen nach sich gezogen hat: „It’s the deficit, stupid!“ (Es ist das Defizit, Blödmann!), „It’s the corporation, stupid!“ (Es ist die Firma, Blödmann!), „It’s the math, stupid!“ (Es ist die Mathematik, Blödmann!) und „It’s the voters, stupid!“ (Es sind die Wähler, Blödmann!). Eine weitere Variante ist die Phrase „It’s the constitution, stupid!“ (Es ist die Verfassung, Blödmann!) oder „It’s about the constitution, stupid!“ (Es geht um die Verfassung, Blödmann!), die zum Beispiel gegen die Wiederwahl von Bush-Cheney 2004 auf Aufklebern erschien.